# Paola Tabet
Pour les articles homonymes, voir Tabet.
Paola Tabet est une anthropologue italienne. Elle a été professeure d'anthropologie à l'université de Sienne ainsi qu'à l'université de Calabre (Italie). Elle est l'une des représentantes les plus importantes de l'anthropologie féministe, ainsi que du féminisme matérialiste. 

## Biographie
Paola Tabet naît vers 1930 dans une famille d'intellectuels communistes dont une partie a émigré aux États-Unis devant le fascisme et les lois raciales de Mussolini. Elle passe son enfance à Manhattan, aux États-Unis, et revient en Italie avec sa famille après la Seconde Guerre mondiale. Elle est éduquée selon un idéal antiraciste et communiste, et dès l'adolescence elle fait partie de l'organisation des jeunes communistes. La révolution hongroise de 1956, écrasée dans le sang, et un séjour de six mois en Russie viennent à bout de son allégeance communiste, et elle évite par la suite toute organisation politique.
Tabet est philologue de formation,. Elle s'intéresse d'abord au folklore (contes, chansons et textes populaires) et fait des recherches de terrain en Italie, avant d'entamer des travaux sur la parenté à Calabre. Perdant peu à peu son intérêt pour ces recherches, elle quitte l'université au tournant des années 1970, divorce et part voyager en Tunisie. Elle y rencontre un groupe hippie de la côte ouest américaine, dont le modèle anti-autoritaire et la vie collective, hors de la famille et du couple stable, l'encourage à élever des enfants,. Elle a des jumeaux et vit avec ses enfants quelques années dans d'autres communautés hippies en Italie, des communes où elle se trouve maintenant confrontée à des rapports plus traditionnels entre les sexes et à l'homophobie. Elle en tire une déception, pour ne pas dire une rage, qui l'encouragent à se travailler sur les inégalités entre les sexes et à retourner à l'université,, mais en anthropologie, notamment poussée par la découverte des travaux de Lévi-Strauss. Elle obtient une bourse d'études puis un poste de recherche à l'Université de Pise. Durant ces années, elle commence à développer une anthropologie féministe, fonde un groupe universitaire de réflexion féministe, et commence ses travaux sur la division sexuelle du travail et les outils,.
C'est à la suite de ces premières recherches qu'elle découvre, vers 1978, à l'École des hautes études en sciences sociales, la revue Questions féministes. Elle rencontre Nicole-Claude Mathieu, Christine Delphy, Colette Guillaumin et Monique Wittig, avec qui elle manifeste une grande connivence intellectuelle, et qui deviendront ses principales partenaires de recherches,.
Elle rédige en 1979 son premier article « La main, les outils, les armes », où elle découvre l'importance de la division sexuée du travail, ou « division socio-sexuée du travail » qui pour elle est au fondement de la domination des hommes sur les femmes. Elle constate que dans plusieurs sociétés étudiées, les armes et outils sophistiqués sont réservés aux hommes tandis que les femmes doivent se contenter d'outils rudimentaires ou de leurs mains nues, ce qui les astreint à des travaux longs car peu efficaces, monotones et répétitifs, et les empêchent, contrairement aux hommes, de disposer de temps libre pour les activités politiques, religieuses ou artistiques, quand bien même ces activités leur seraient quelquefois utilisées.  Elle soutient que « cette expropriation du temps que subissent les femmes est un aspect fondamental de leur exploitation » qui perdure dans les sociétés actuelles avec un accès plus difficile à la connaissance ou aux disciplines scientifiques ; elle appelle à explorer les raisons et mécanismes qui ont permis cette exclusion des femmes de la sphère technique.   
Après ses travaux sur la division sexuée du travail, Paola Tabet est ébranlée par la brutalité de ses découvertes, et hésite à aborder le thème de la reproduction. Elle travaille pendant deux ans sur les limites au travail intellectuel des femmes, mais décide finalement d'engager des recherches sur la reproduction, qu'elle perçoit comme un enjeu central. C'est ce qui la conduit à publier l'article « Fertilité naturelle, reproduction forcée » en 1985. 
Les résultats de ses recherches sur la reproduction constituent le point de départ d'une réflexion sur la division sociale entre femmes de bien (épouses, mères) et femmes stigmatisées (putains, femmes de plaisir), et sur la construction sociale de la sexualité des femmes : elle commence alors ses travaux sur ce qu'elle désigne comme les échanges économico-sexuels. Après la publication de l'article fondateur « Du don au tarif : les relations sexuelles impliquant une compensation » en 1987, Paola Tabet entame des recherches sur le racisme, en s'appuyant notamment sur les thèses de Colette Guillaumin sur les liens entre sexisme et racisme et sur les réponses de 8 000 écoliers du primaire en Italie à qui il a été demandé de réfléchir à l'hypothèse « Et si mes parents étaient Noirs ». Ces travaux la mènent à la publication du livre La pelle giusta (« La bonne peau ») en 1997, dont le retentissement est important en Italie.
Au cours de sa carrière, elle travaille notamment avec Jeanne Favret-Saada, Josée Contreras (qui a traduit tous ses textes en français depuis 1987), Nicole Échard et Gail Pheterson, toutes d'une influence importante sur ses travaux.
Le groupe de la revue Questions féministes reste son lieu de référence durant toute sa carrière, et Paola Tabet devient elle-même une figure du féminisme matérialiste. Elle a parallèlement peu de contacts avec les universitaires italiens, qui la considèrent généralement comme une féministe française. Tabet explique cette situation par le fait qu'au début de sa carrière, elle s'identifiait peu au féminisme de la différence qui était prédominant chez les féministes italiennes, et par ses propres conditions de vie qui l'ont partiellement isolée du milieu universitaire.
Elle est considérée comme l'une des représentantes majeures de l'anthropologie féministe.

## Travaux
Les travaux de Paola Tabet explorent l'appropriation des femmes dans les modes productifs des organisations humaines. Ils portent sur la division sexuelle du travail ("Les mains, les outils, les armes"), la reproduction ("Fertilité naturelle, reproduction forcée") et la sexualité ("La grande arnaque".). Avec ce triptyque, l'anthropologue explique comment les composantes fondamentales que sont les rapports aux outils, à la sexualité et aux ressources structurent l'asymétrie et bouclent la domination masculine. 
Dans "La pelle giusta", Paola Tabet analyse la récurrence de l'idéologie raciste chez les enfants. 

### Échange économico-sexuel
Le concept d'échange économico-sexuel, formalisé par Paola Tabet en 1987, permet l'étude de la sexualité des femmes dans un système patriarcal : 
« Dans un contexte général de domination des hommes sur les femmes, les rapports entre les sexes ne constituent pas un échange réciproque de sexualité. Un autre type d'échange se met en place : non pas de la sexualité contre de la sexualité, mais une compensation contre une prestation, un paiement (en valeur économique mais aussi bien en valeur-prestige, statut social, nom) contre une sexualité largement transformée en service. L'échange économico-sexuel devient ainsi la forme constante des rapports entre les sexes et structure la sexualité elle-même.
 »
— Paola Tabet, La grande arnaque. Sexualité des femmes et échange économico-sexuel
Elle critique également la définition traditionnelle et supposée universelle de la prostitution. Le terme de « putain » ou de « prostituée » n'est pas toujours lié à des relations sexuelles tarifées : est ainsi qualifiée de « prostituée », dans la tradition hébraïque, toute femme ayant des rapports sexuels extraconjugaux, ou, chez certains juristes de l'Ancien Régime, toute femme qui se donne à plusieurs hommes, même gratuitement, ou encore, dans les communautés Manus en Nouvelle-Guinée, les prisonnières de guerre violées. Pour Paola Tabet, le concept de prostitution ne fait pas tant référence à la vénalité qu'à « l’usage de la sexualité des femmes hors et à l’encontre des structures de l’échange des femmes ».

## Publications

### Ouvrages traduits en français
- Paola Tabet, La construction sociale de l’inégalité des sexes. Des outils et des corps, Paris, L'Harmattan, coll. « Bibliothèque du féminisme », 1998, 208 p. (ISBN 978-2-7384-6773-7, lire en ligne)Deux parties : Les mains, les outils, les armes et Fertilité naturelle, reproduction forcée.
- Paola Tabet (trad. Josée Contréras), La grande arnaque : Sexualité des femmes et échange économico-sexuel, Paris, L'Harmattan, coll. « Bibliothèque du féminisme », 2004, 207 p. (ISBN 978-2-7475-7672-7)Ce livre est une fusion et une mise à jour de plusieurs articles déjà parus. La version originale italienne a été publiée la même année (Rubbettino editore)
- Paola Tabet (trad. de l'italien), Les doigts coupés : Une anthropologie féministe, Paris, La Dispute, 2018, 291 p. (ISBN 978-2-84303-283-7)La version originale italienne a été publiée en 2014 sous le titre Le dita tagliate

### Articles traduits en français
- Paola Tabet, « Les mains, les outils, les armes », L’Homme, vol. 19, no 3,‎ 1979, p. 5-61Article repris dans Tabet, 1998
- Paola Tabet, « Fertilité naturelle, reproduction forcée », dans Nicole-Claude Mathieu, L’arraisonnement des femmes. Essais en anthropologie des sexes, Paris, Éditions de l’École des hautes études en sciences sociales, 1985, p. 61-132Article repris dans Tabet, 1998
- Paola Tabet, « Du don au tarif. Les relations sexuelles impliquant compensation », Les Temps modernes, no 490,‎ mai 1987, p. 1-53Article repris et réélaboré dans Tabet, 2004
- Paola Tabet, « Les dents de la prostituée : échange, négociation, choix dans les rapports économico-sexuels », dans Marie-Claude Hurting, Michèke Kail, Hélène Rouch, Sexe et Genre. De la hiérarchie entre les sexes, Paris, Éditions du CNRS, 1991 (ISBN 978-2-271-06028-0), p. 227-243Article repris et réélaboré dans Tabet, 2004
- Paola Tabet, « Comme s'ils avaient la peau juste », ProChoix, no 16,‎ 11-12 2000, p. 19-26 (lire en ligne)
- Paola Tabet, « La grande arnaque. L'expropriation de la sexualité des femmes », Actuel Marx, no 30,‎ septembre 2001, p. 131-152Article repris et réélaboré dans Tabet, 2004

### Articles traduits en anglais
- (en) Paola Tabet, « Hand, Tools, Weapons », Feminist Issues, vol. 2, no 2,‎ 1982, p. 3-62
- (en) Paola Tabet, « Natural Fertility, Forced Reproduction », dans Diana Leonard et Lisa Adkins, Sex in Question : French Materialist Feminism, London, Taylor and Francis, 1996, p. 109-177

### Disponible uniquement enitalien
- (it) Paola Tabet, La pelle giusta, Turin, Einaudi, 1997, 216 p. (ISBN 978-88-06-14538-5) (La peau juste).Ce livre, qui a connu un grand retentissement en Italie, est issu d'une recherche sur la transmission de l'idéologie raciste aux écoliers italiens âgés de 6 à 14 ans. L'anthropologue y analyse plus de 8 000 textes rédigées par des enfants et adolescents sur le thème : « Si mes parents étaient noirs… ». Un résumé en français est paru sous forme d'article dans la revue ProChoix[8].

### Enquête
- Enquête sur les conditions socio-économiques et les stratégies de subsistance des femmes émigrées en ville, Recherche financée par l’ATP « recherches sur les femmes et recherches féministes », CNRS 1985-1988.
- Étude sur les rapports sexuels contre compensation. Rapport présenté à l’UNESCO, Division des Droits de l’Homme et de la Paix, 1988.Étude reprise et réélaborée dans Tabet, 2004